# FC Sopron
FC Sopron was een Hongaarse voetbalclub uit de stad Sopron.

## Geschiedenis
De club werd in 1923 opgericht en speelde van 2000 tot 2007 in de hoogste klasse van Hongarije. Sopron eindigde bijna altijd in de middenmoot. In 2002 werd trainer Tibor Simon vermoord na een kroegentocht, dit werd breed uitgemeten in de Hongaarse pers. In 2005 werd de club verrassend bekerwinnaar nadat ze topfavoriet Ferencvárosi TC met 5-1 versloegen. In 2008 ging de club financieel kopje onder en werd uitgesloten uit de Hongaarse eerste klasse en vervolgens opgeheven.
De club werd opgevolgd door het nieuw opgerichte Soproni VSE.

## Erelijst
- Beker van Hongarije
  - 2005

## Naamsveranderingen
- 1923 Sopron SE
- 1991 Soproni LC
- 1992 Soproni EMDSZ LC
- 1995 MATÁV SC Sopron
- 2005 FC Sopron

## Eindklasseringen vanaf 1996-2008
| 2 |

| 6 |

| 4 |

| 5 |

| 2 |

| 9 |

| 8 |

| 9 |

| 5 |

| 7 |

| 10 |

| 11 |

| 16 |

| NB I |

| NB II |

| NB I |

| NB II |

## Sopron in Europa
#Q = #kwalificatieronde, #R = #ronde, T/U = Thuis/Uit, W = Wedstrijd, PUC = punten UEFA coëfficiënten .
Uitslagen vanuit gezichtspunt FC Sopron
| Seizoen | Competitie    | Ronde | Land              | Club               | Totaalscore | 1e W    | 2e W    | PUC |
| ------- | ------------- | ----- | ----------------- | ------------------ | ----------- | ------- | ------- | --- |
| 2004    | Intertoto Cup | 1R    | Vlag van Tsjechië | FK Teplice         | 2-3         | 1-0 (T) | 1-3 (U) | 0.0 |
| 2005/06 | UEFA Cup      | 2Q    | Vlag van Oekraïne | Metalloerh Donetsk | 1-5         | 0-3 (T) | 1-2 (U) | 0.0 |
| 2006    | Intertoto Cup | 2R    | Vlag van Turkije  | Kayserispor        | 3-4         | 3-3 (T) | 0-1 (U) | 0.0 |

## Bekende (oud-)spelers
- Gábor Babos
- Szabolcs Huszti
- Rolf Landerl
- Jozef Majoroš
- Zoltán Pető
- Luigi Sartor
- Giuseppe Signori